# Mnais andersoni
Mnais andersoni – gatunek ważki z rodziny świteziankowatych (Calopterygidae).